# Velika mošeja, Bursa
Velika mošeja v Bursi (turško Bursa Ulu Camii) je zgodovinska mošeja v Bursi v Turčiji. Dal jo je zgraditi osmanski sultan Bajazid I. v spomin na njegovo veliko zmago v bitki pri Nikopolisu, zgradili pa so jo med letoma 1396 in 1399. Mošeja je pomemben spomenik zgodnje osmanske arhitekture in ena najpomembnejših mošej v mestu, ki stoji v središču starega mesta poleg  zgodovinskih trgov.

## Zgodovinsko ozadje
Ulu Camii ali Velika mošeja je največja mošeja v Bursi, prvi prestolnici Osmanskega cesarstva, in mejnik zgodnje osmanske arhitekture, ki se je razvila iz arhitekture Seldžukov. Mošejo je po ukazu sultana Bajazida I. zasnoval in zgradil arhitekt Ali Neccar v letih 1396–1399. Bajazid I. je bil četrti vladar Osmanskega cesarstva. Kmalu po izgradnji te mošeje je v bitki pri Ankari leta 1402 doživel enega hujših porazov cesarstva v rokah Timurja. Izročilo pravi, da je Timur istega leta požgal mošejo in da je karamanidski vladar Mehmed Bey to storil še enkrat med obleganjem mesta leta 1412. Kakorkoli že, prva zabeležena popravila mošeje so se zgodila leta 1493. Mošeja je bila v svoji zgodovini deležna nadaljnjih obnovitev. Po uničujočem potresu leta 1855, ki je povzročil, da se je zrušila streha, je bila mošeja nekaj let zaprta. Popravila so bila končana leta 1889.

## Arhitektura
Mošeja je velika pravokotna stavba, ki meri 55 krat 69 metrov, z notranjo površino 3165,5 kvadratnih metrov. Ima tri vhode (na severu, zahodu in vzhodu), od katerih je najbolj monumentalen severni vhod. Njegov notranji prostor pokriva dvajset kupol, razporejenih v štirih vrstah po pet, ki jih podpira dvanajst stebrov. Prostor lahko sprejme 5000 posameznikov. Ljudska tradicija pravi, da je sultan Bajazid I. zgradil mošejo z dvajsetimi kupolami, namesto da bi zgradil dvajset ločenih mošej, ki jih je obljubil v zameno za zmago v bitki pri Nikopolisu leta 1396.
V središču mošeje je edinstven vodnjak (şadırvan) nad vodnim bazenom z osemnajstimi vogali, ki je v sedanji obliki iz 19. stoletja. Vodnjak in bazen sta vernikom pomagala pri obrednem umivanju. Kupola nad şadırvanom je odprta proti nebu (čeprav je danes prekrita s steklom), kar ustvarja strešno okno, ki pomaga osvetliti temno notranjost mošeje.
Mošeja ima dva minareta. Medtem ko je zahodni minaret neposredno pritrjen na mošejo in izvira iz časa Bajazida I., vzhodni minaret stoji ločeno, kar nakazuje, da je bil morda zgrajen v drugem času, ločeno od mošeje.
Stene mošeje so poslikane z okraski v osmanskem baročnem slogu iz 19. stoletja, pa tudi s kaligrafskimi kompozicijami iz 18. do začetka 20. stoletja. Mihrab (niša, ki simbolizira usmeritev molitve), vklesan z baldahinom iz muqarnas, izvira iz leta 1572, izdelal pa ga je obrtnik po imenu Mehmed, naročil pa ga je mecen po imenu Zeyni Çelebi. Njena poslikana in pozlačena dekoracija je iz leta 1905.
Leseni minbar poleg mihraba je izdelan v tradicionalnem anatolskem seldžuškem slogu s tehniko kundekari (z uporabo prepletenih kosov lesa, ki so povezani brez žebljev ali lepila). Površine minbarja so izrezljane z geometrijskimi vzorci in arabesknimi cvetličnimi vzorci. Po vklesanem napisu ga je leta 1400 izdelal obrtnik po imenu Hacı Mehmed iz Antepa, Abdülazizov sin.
Potresi so velika strukturna skrb za mošejo, tako kot za druge stavbe v Turčiji. »Potresi so velika grožnja zgodovinsko in kulturno pomembnim zgradbam v Turčiji, s svojo aktivno tektoniko in seizmičnostjo«. Mošejo je vsaj enkrat leta 1855 resno poškodoval potres, zaradi česar so jo za več let zaprli in večja popravila in rekonstrukcije.

## Islamska kaligrafija v mošeji
Velika mošeja je znana po svoji dekorativni kaligrafiji in jo imenujejo celo »muzej kaligrafije«. V islamski arhitekturi je arabska kaligrafija postala glavni element za vizualno dekoracijo in sporočanje pomena obiskovalcem. Mošeja vsebuje 192 monumentalnih stenskih napisov, sestavljenih iz 87 različnih kompozicij, ki jih je napisalo 41 različnih glavnih osmanskih kaligrafov tistega obdobja. Večina kaligrafije je iz obdobja med letoma 1778 in 1938. Kaligrafija je naslikana na stenah, stebrih ter na majhnih in velikih krožnikih ali medaljonih. Kompozicije vključujejo verze iz Korana, hadise, 99 Alahovih imen, različna imena preroka Mohameda in imena glavnih islamskih učenjakov.

## Galerija
- Eden od minaretov
- Vodnjak za umivanje (şadırvan) na dvorišču
- Glavni severni vhod v mošejo
- Pogled na središče mošeje, blizu strešnega okna
- Svetlo okno nad vodnjakom mošeje
- Notranjost şadırvana
- Kaligrafija na stenah
- Mihrab
- Minbar
- Okras minbarja
- Detajli zgornjih delov minbarja in mihraba